# Ill-Natured Spiritual Invasion
Ill-Natured Spiritual Invasion (v překladu Potměšilá spirituální invaze) je třetí studiové album norské black metalové skupiny Old Man's Child z roku 1998. Bylo nahráno ve švédském studiu Sunlight.

## Seznam skladeb
1. "Towards Eternity" – 5:17
2. "The Dream Ghost" – 3:41
3. "Demoniacal Possession" – 3:31
4. "Fall of Man" – 4:00
5. "Captives of Humanity" – 4:42
6. "God of Impiety" – 5:23
7. "My Evil Revelations" – 3:59
8. "Thy Servant" – 4:46

## Sestava
- Galder – vokály, kytary, baskytara, syntezátor
- Gene Hoglan – bicí